# Ferdinando Monfardini
Ferdinando Monfardini (Isola della Scala, 20 novembre 1984) è un pilota automobilistico italiano.

## Carriera
Inizia la carriera con i kart e nel 2001, con il team Durango, passa alle monoposto che lo porterà verso la Formula Renault italiana ed europea.
Nel 2003 l'esordio in Formula 3000 Internazionale con la BCN Competición con cui corre 2 gare e l'anno successivo disputa tutta la stagione con l'AEZ Racing.
Nel 2005 debutta nella GP2 Series correndo per la Durango, con cui ottiene 5 punti; disputa con la scuderia Coloni l'ultimo weekend in Bahrain. Nel 2006 resta nel campionato GP2, passando al team francese DAMS, con il quale ottiene 6 punti.
A fine stagione subisce un intervento alla caviglia del piede destro che lo ferma dall'attività in pista per oltre due mesi, prima di tornare con un test a Vallelunga con una vettura partecipante al campionato World Series by Renault schieratagli dal team RC Motorsport.
Dal 2007 al 2009 corre nel campionato FIA GT, dapprima con una Aston Martin, poi con una Ferrari e infine con una Saleen; nello stesso periodo partecipa anche all'International GT Open.

## Risultati

### GP2
| Anno | Scuderia                                 | 1   | 2   | 3   | 4   | 5   | 6   | 7   | 8   | 9   | 10  | 11  | 12  | 13  | 14  | 15  | 16  | 17  | 18  | 19  | 20  | 21  | 22  | 23  | Punti | Pos. |
| ---- | ---------------------------------------- | --- | --- | --- | --- | --- | --- | --- | --- | --- | --- | --- | --- | --- | --- | --- | --- | --- | --- | --- | --- | --- | --- | --- | ----- | ---- |
| 2005 | Durango (1-19) Coloni Motorsport (22-23) | SMR | SMR | ESP | ESP | MON | EUR | EUR | FRA | FRA | GBR | GBR | GER | GER | HUN | HUN | TUR | TUR | ITA | ITA | BEL | BEL | BHR | BHR | 5     | 17º  |
| 2005 | Durango (1-19) Coloni Motorsport (22-23) | Rit | NP  | Rit | 11  | Rit | Rit | 6   | 12  | 17† | 14  | 10  | Rit | 15  | Rit | 11  | Rit | Rit | 8   | 4   |     |     | Rit | 11  | 5     | 17º  |
| 2006 | DAMS                                     | VAL | VAL | SMR | SMR | EUR | EUR | ESP | ESP | MON | GBR | GBR | FRA | FRA | GER | GER | HUN | HUN | TUR | TUR | ITA | ITA |     |     | 6     | 21º  |
| 2006 | DAMS                                     | 12  | Rit | 12  | 9   | Rit | 10  | 6   | 6   | 9   | Rit | NP  | 8   | Rit | Rit | 12  | 11  | 6   | 18† | 12  | Rit | Rit |     |     | 6     | 21º  |